# Beñat San José
Beñat San José Gil (* 24. September 1979 in Donostia-San Sebastián, Baskenland) ist ein spanischer Fußballtrainer. Er gilt in Saudi-Arabien als der jüngste Fußballtrainer, der einen Titel gewonnen hat.

## Trainerkarriere
Im Sommer 2008 wechselte San José zu Real Sociedad San Sebastián, einem der erfolgreichsten Vereine im Baskenland. In Donostia-San Sebastián arbeitete Beñat San José zunächst vier Jahre als Jugendtrainer. Von 2012 bis 2014 war San José als Trainer beim Ittihad FC in Saudi-Arabien tätig. Dort trainierte er vorerst die U-21-Mannschaft. Wegen seiner großartigen Arbeit trainierte er sechs Monate später jedoch schon die erste Mannschaft. San José ist der jüngste Trainer in der Geschichte Saudi-Arabiens, der einen Titel in Saudi-Arabien gewonnen hat. In der Saison 2014/15 trainierte er al-Ettifaq, den stärksten Verein in der Umgebung von Dammam.
2018 war er Trainer des CD Universidad Católica in Chile. Nach dem Gewinn der Meisterschaft mit dem Verein machte er von einer Klausel in seinem Vertrag Gebrauch, diesen vorzeitig aufzulösen.
Er schloss dann einen neuen Vertrag über zwei Jahre mit dem dubaiischen Club Al-Nasr ab. Nach acht Spielen ohne Sieg wurde er dort Ende März 2019 entlassen.
Am 24. Juni 2019 wurde seine Verpflichtung als neuer Cheftrainer des belgischen Vereins KAS Eupen mit einer Vertragsdauer von zwei Jahren bekanntgegeben. Unter ihm erreichte die KAS Eupen die Plätze 13 in der aufgrund der COVID-19-Pandemie abgebrochenen Saison 2019/20 bzw. Platz 12 in der Hauptrunde der Saison 2020/21. Dadurch wurde auch in dieser Saison keine Play-off-Runde erreicht. San José entschied daher nach Ablauf der Hauptrunde, seinen zum Saisonende auslaufenden Vertrag nicht zu verlängern.
Im Mai 2021 stellte der mexikanische Mazatlán FC San José als neuen Trainer vor. Dort war er bis März 2022 und nahm im November desselben Jahres den Trainerjob beim Club Bolívar an, bei dem er schon 2016 unter Vertrag stand. Im November 2023 legte er sein Amt nieder und wechselte zu Atlas Guadalajara.

## Erfolge
Ittihad FC
- King Cup of Champions: 2013

Club Bolívar
- Primera División (Apertura): 2017
- Primera División (Clausura): 2017